# Cantón de Saint-Agrève
El cantón de Saint-Agrève era una división administrativa francesa, que estaba situada en el departamento de Ardecha y la región de Ródano-Alpes.

## Composición
El cantón estaba formado por siete comunas:
- Devesset
- Labatie-d'Andaure
- Mars
- Rochepaule
- Saint-Agrève
- Saint-André-en-Vivarais
- Saint-Jeure-d'Andaure

## Supresión del cantón de Saint-Agrève
En aplicación del Decreto nº 2014-148 de 13 de febrero de 2014, el cantón de Saint-Agrève fue suprimido el 22 de marzo de 2015 y sus 7 comunas pasaron a formar parte; seis del nuevo cantón de Le Cheylard y una del nuevo cantón de Lamastre.